# Sevin Okyay
Sevin Okyay (Estambul, 25 de noviembre de 1942) es una periodista, escritora, columnista, traductora y crítico literaria turca que también incursionó como locutora radial y docente.
Graduada del Arnavutköy Amerikan Kız Koleji, durante su juventud trabajó con Yildiz Moran, la primera fotógrafa formalmente educada en Turquía. Okyay es conocida por traducir los libros de Harry Potter, y por su trabajo como crítico en Radikal, un periódico turco. Su hijo, Kutlukhan Kutlu, también está siguiendo los pasos de su madre y la acompañó en la traducción de la serie Harry Potter.
Ha sido traductora desde 1964, periodista desde 1975 y crítico desde 1984; escribe principalmente sobre cine, literatura, jazz y deportes, siendo Politika Gazetesi el primer periódico donde trabajó. Es muy reconocida en su país por su trabajo como traductora, mientras que en el ámbito radial, fue la presentadora de los programas caz y polisiye edebiyatun en NTV Radyo. También fue productora y presentadora de televisión en el programa Ve Cinema de en TRT; participó además como invitada especial de la película Kaç Para Kaç dirigida por Reha Erdem.
Fue galardonada en 2014 con el Premio honorífico de la Asociación de Traducción por su contribución al mundo de la traducción.

## Obras

### Como escritora
- Gol Atan Kaleye (2002).
- Çiçek Dürbünü (1998)
- İlk Romanım (novela, 1996).
- 120 Filmde Seyrialem (crítica cinematográfica, 1996).

Çiçek Dürbünü (denemeler, YKY, 1998); Gol Atan Kaleye ( Phoenix Yayınevi, 2002)

### Como traductora
- Tales of the Early World de Ted Hughes

Ilk Dünya Hikayeleri YKY, 1999, ISBN 975-363-784-5
- Delights of Turkey de Edouard Roditi

Türkiye Tatlari, YKY, 1999, ISBN 975-363-909-0
- Raise High the Roof-Beam, Carpenters y Seymour: An Introduction de J.D. Salinger

Yükseltin Tavan Kirisini, Ustalar ve Seymour - bir Giris con Coskun Yerli, YKY, 1999, ISBN 975-363-318-1
- Rebelión en la granja de George Orwell

Hayvanlar Çiftliği, YKY 2000
- Harry Potter y la cámara secreta  de J.K. Rowling

Harry Potter ve Sirlar Odasi, YKY 2001, ISBN 975-08-0295-0
- Harry Potter y el prisionero de Azkaban de J.K. Rowling

Harry Potter ve Azkaban Tutsagi con K. Kutlu, YKY 2001, ISBN 975-08-0311-6
- Harry Potter y el cáliz de fuego de J.K. Rowling

Harry Potter ve Ates Kadehi con K. Kutlu, YKY 2001, ISBN 975-08-0331-0
- Animales fantásticos y dónde encontrarlos de J.K. Rowling

Fantastik Canavlar Nelerdir, Nerelerde Bulunurlar? con Gül Sarioglu, YKY 2002, ISBN 975-08-0413-9
- Harry Potter y la Orden del Fénix de J.K. Rowling

Harry Potter ve Zümrüdüanka Yoldasligi con K. Kutlu, YKY 2003, ISBN 975-08-0645-X
- Harry Potter y el misterio del príncipe de J.K. Rowling

Harry Potter ve Melez Prens con K. Kutlu, YKY 2005, ISBN 975-08-0995-5